# Kárpi
Kárpi är en ort i Grekland.   Den ligger i prefekturen Nomós Kilkís och regionen Mellersta Makedonien, i den norra delen av landet, 400 km norr om huvudstaden Aten. Kárpi ligger 441 meter över havet och antalet invånare är 391.
Terrängen runt Kárpi är huvudsakligen kuperad, men åt sydost är den platt. Terrängen runt Kárpi sluttar brant österut. Runt Kárpi är det ganska glesbefolkat, med 30 invånare per kvadratkilometer. Närmaste större samhälle är Gouménissa, 4,9 km sydost om Kárpi. 